# Two Lovers
Two Lovers ist ein US-amerikanisches Filmdrama aus dem Jahr 2008. Regie führte James Gray, der zusammen mit Ric Menello auch das Drehbuch verfasste.

## Handlung
Leonard Kraditor geht auf einer Brücke an der Sheepshead Bay in Brooklyn spazieren, als er plötzlich ins Wasser springt, aber bald versucht wieder herauszukommen. Dabei erhält er Hilfe von einigen vorbeikommenden Männern. Kaum aus dem Wasser reißt er sich von den helfenden Händen los und eilt nach einem schmalen Wort des Dankes nach Hause in die Wohnung seiner Eltern. Seine Mutter Ruth, die ihn triefend nass sieht, erzählt ihrem Mann Reuben, dass ihr Sohn es schon wieder versucht hat.
Seine Eltern erzählen ihm, dass Michael Cohen, ein potenzieller Geschäftspartner, mit seiner Familie an diesem Abend zum Essen eingeladen ist und bitten ihn, dabei zu sein. Beim gemeinsamen Abendessen bemerkt Leonard, dass er mit Sandra, der Tochter Michael Cohens verkuppelt werden soll. Sandra scheint daran ein großes Interesse zu haben. Sie erkundigt sich nach Leonards Interesse an der Fotografie, worauf er sie in sein Zimmer bittet, um Fotos anschauen. Hier sieht Sandra ein Foto eines Mädchens über seinem Kopfende. Er erklärt ihr, dass er mehrere Jahre mit diesem Mädchen verlobt war. Doch als sich herausstellte, dass beide das Gen für die Tay-Sachs-Krankheit in sich trugen und so keine gesunden Kindern bekommen könnten, wurde die Beziehung beendet.
Leonard trifft im Treppenhaus die neue Nachbarin Michelle Rausch und fühlt sich sofort zu ihr hingezogen. Trotz einer Verabredung mit Sandras Familie zum Mittagessen, folgt er Michelle zur U-Bahnstation und nimmt auf dem Bahnsteig Kontakt mit ihr auf. Er gibt vor, ebenfalls in die Stadt zu müssen und so fahren sie gemeinsam. Auf dieser Fahrt bekommt Leonard Michelles Telefonnummer. Nach der Verabschiedung am Central Park beobachtet er, wie Michelle in eine schwarze Limousine einsteigt.
Später telefoniert er mit Sandra und verabredet sich mit ihr zu einem Kinobesuch am nächsten Tag. Doch zum Ende des Telefonats erspäht er Michelle durch das gegenüberliegende Fenster ihrer Wohnung. Sie entdeckt ihn und lädt ihn ein, sie und ihre Freundinnen in einen Club zu begleiten. Auf dem Weg dorthin sieht er, wie Michelle einige Tabletten nimmt. Im Club wird wild getanzt, bis Michelle nach dem Erhalt einer SMS weinend den Club verlässt. Leonard folgt ihr und erfährt vor dem Club, dass Michelle mit Ronald Blatt, einem verheirateten Sozius ihrer Anwaltskanzlei, zusammen ist, der sie nun versetzt hat. Er hat sie in einer Wohnung in der Nähe seiner Mutter einquartiert, um gegenüber seiner Ehefrau ein Alibi zu haben, wenn er seine Geliebte Michelle besuchen möchte. Leonard bietet ihr an, sie nach Hause zu bringen. Michelle sagt zu, doch sie geht noch einmal zurück in den Club, um ihre Tasche zu holen. Leonard wartet, bis er merkt, dass sie nicht zurückkehrt, und geht frustriert allein nach Hause.
Dort angekommen hört er eine Nachricht von Sandra auf dem Anrufbeantworter. Sie teilt ihm mit, dass sie nicht ins Kino könne, weil ihr Vater Geburtstag habe, und fragt, ob er Lust habe, mit dorthin zu kommen. Dann ruft Michelle an. Sie sei auf der Toilette eingeschlafen und es täte ihr leid. Sie bittet Leonard, sich mit ihr und Ronald zu treffen, damit Leonard Ronald einschätzen könne. Statt die Verabredung mit Sandra einzuhalten, fährt Leonard in ein italienisches Restaurant, um sich dort mit den beiden zu treffen. Ronald verrät, dass die beiden Opernkarten hätten und bald los müssten, worauf Leonard sagt, dass er mal mit seiner Freundin in die Oper gehen sollte. Auf die Nachricht von einer Freundin reagiert Michelle geschockt und geht sich frisch machen. Diese Pause nutzt Ronald, um recht herablassend Leonard zu beauftragen, auf Michelle aufzupassen, da er vermutet, dass sie drogensüchtig sei. Auf der Straße trennen sie sich, das Paar geht in die Oper und Leonard wird von Ronalds Chauffeur nach Hause gebracht.
Niedergeschlagen hört Leonard eine Opern-CD, als es an der Tür läutet. Es ist Sandra! Sie sei von Leonards Eltern hergeschickt worden und kam in dem Glauben, Leonard würde sie gern sehen wollen. Doch an seinem Gesichtsausdruck erkennt sie, dass dem nicht so ist. Sie entschuldigt sich für das Missverständnis und sagt, dass es viele andere Jungs gäbe, die an ihr interessiert seien, falls er es nicht sei. Doch Leonard sagt, dass er sie mag. Sie küssen sich und schlafen miteinander.
Von da an vertieft sich die Beziehung zu Sandra mehr und mehr, Leonard bekommt Abstand zu Michelle, muss aber immer wieder an sie denken. Sandras Vater möchte die Beziehung zwischen seiner Tochter und Leonard auch aus geschäftlichen Gründen fördern und bindet ihn in das familiäre Leben ein. Als „Schwarzweiß-Fotograf“ soll Leonard Fotos auf der Bar Mizwar seines Sohnes David machen. Auf dieser Veranstaltung klingelt sein Handy und man ahnt, dass es Michelle ist.
Später ruft er zurück und Michelle bittet ihn verzweifelt um Hilfe. Sie sei krank und müsse in ein Krankenhaus, Leonard solle sie begleiten. Er bringt sie ins Krankenhaus, wo sie sich wegen einer Fehlgeburt einer Ausschabung unterziehen muss. Sie habe nicht gewusst, dass sie schwanger sei und ist umso wütender, weil Ronald ihre Anrufe ignoriert habe. Nach der Behandlung bringt Leonard sie nach Hause, versteckt sich aber, als Ronald eintrifft. Ronald entschuldigt sich bei Michelle dafür, dass er ihr nicht zu Hilfe gekommen ist, aber Michelle bittet Ronald kalt, zu gehen, und bittet dann Leonard, mit seinem Finger etwas auf ihren Unterarm zu schreiben, während sie einschläft. Leonard schreibt „Ich liebe dich“.
Zwei Wochen später, während eines Treffens mit Sandra, schenkt diese ihm ein paar Lederhandschuhe, die ihm sehr gefallen. Sandra macht ihm Komplimente, doch Leonard ist in Gedanken bei Michelle. Mitten im Gespräch ruft sie an. Leonard behauptet gegenüber Sandra, es sei ein Freund, steht auf und geht zur Tür, um mit Michelle ungestört zu reden. Sie sagt ihm, dass die Nachuntersuchung gut gelaufen und alles in Ordnung sei. Außerdem wolle sie heute mit Ronald Schluss machen, sie würde ihm eine SMS schicken, wenn es vorbei wäre.
Später lädt Sandras Vater Leonard ein, ihn am nächsten Tag in seinem Betrieb zu besuchen, er habe etwas mit ihm zu besprechen.
Nach dem Erhalt der SMS trifft Michelle Leonard auf dem Dach ihres Hauses und erzählt ihm, dass sie mit Ronald Schluss gemacht habe und nun nach San Francisco gehen werde. Leonard bittet sie, nicht zu gehen und gesteht ihr seine Liebe. Sie haben Sex und wollen am nächsten Tag gemeinsam nach San Francisco gehen. An diesem Abend wirft Leonard das Bild seiner Ex-Verlobten in den Mülleimer und bucht im Internet zwei Flüge für Michelle und sich nach San Francisco.
Am Silvestertag kauft Leonard einen Verlobungsring für Michelle. Trotzdem trifft er Sandras Vater, der ihm eine Partnerschaft in den Familienbetrieben anbietet. Er bemerkt die Geschenktüte des Juweliers, die Leonard in der Hand hält, und geht davon aus, dass Leonard Sandra heiraten wird. Leonard verneint das nicht, sagt aber auch nicht zu.
Während der Silvesterparty seiner Eltern wartet Leonard im Innenhof auf Michelle. Michelle kommt zu spät und teilt Leonard mit, dass sie nicht nach San Francisco fahren wird, weil Ronald seine Frau und Kinder für sie verlassen hat und nun sie heiraten wolle. Entmutigt trennt sich Leonard endgültig von ihr.
Deprimiert geht Leonard an den Strand von Brighton Beach und wirft den verpackten Verlobungsring in den Sand. Offenbar will er sich umbringen. Doch als er einen der Handschuhe fallen lässt, die Sandra ihm geschenkt hatte, wird ihm klar, dass er in Sandra jemanden gefunden hat, der ihn aufrichtig liebt und mit dem er ein glückliches Leben führen kann. Er hebt den Handschuh auf und nimmt auch die Verlobungsringschachtel wieder an sich. Leonard rennt auf die Party zurück, sieht Sandra lächelnd auf dem Sofa sitzen. Er setzt sich zu ihr, steckt ihr den Ring an und küsst sie unter Tränen leidenschaftlich.

## Hintergrund
Der Film wurde in New York City und in einigen Orten in New Jersey wie Hoboken, Jersey City und Lincoln Park gedreht. Die Dreharbeiten fanden im November 2007 statt. Die Produktionskosten wurden auf rund 12 Millionen US-Dollar geschätzt. Seine Weltpremiere fand am 19. Mai 2008 auf den Internationalen Filmfestspielen von Cannes 2008 statt. Es folgten diverse Vorführungen bei weiteren internationalen Filmfestivals, darunter am 27. Juni 2009 beim Münchner Filmfestival. In Frankreich war der Film ab dem 19. November 2008 in den Kinos zu sehen. In den USA lief er am 13. Februar 2009 an. Am Eröffnungswochenende spielte der Film in den USA gut 117.000 US-Dollar ein. Insgesamt wurden in den USA über 3,1 Millionen US-Dollar eingenommen. In den USA erschien der Film am 30. Juni 2009 auf DVD. In Deutschland wurde der Film am 19. März 2010 von Universum Film GmbH auf DVD mit einer FSK-12-Freigabe veröffentlicht.
Michael Fleming bemerkte in der Zeitschrift Variety vom 6. September 2007, der Film sei bereits die dritte Zusammenarbeit des Regisseurs mit Phoenix. Erst nachdem diese gesichert war, haben die Produzenten mit Paltrow verhandelt. Das Produktionsunternehmen 2929 Prods finanzierte bereits das Drama Helden der Nacht – We Own the Night, bei dem Gray und Phoenix ebenfalls zusammengearbeitet haben. Die Rolle der Michelle wurde für Gwyneth Paltrow geschrieben. Der Film spielt in Brighton Beach, wo Paltrows Mutter Blythe Danner den Film Brighton Beach Memoirs drehte. Der Film Two Lovers basiert lose auf der Kurzgeschichte Weiße Nächte, die von Fjodor Dostojewski 1848 veröffentlicht wurde.

## Synchronisation
| Darsteller          | Deutscher Sprecher | Rolle            |
| ------------------- | ------------------ | ---------------- |
| Gwyneth Paltrow     | Katrin Fröhlich    | Michelle Rausch  |
| Joaquin Phoenix     | Sascha Rotermund   | Leonard Kraditor |
| Vinessa Shaw        | Bianca Krahl       | Sandra Cohen     |
| Elias Koteas        | Bernd Vollbrecht   | Ronald Blatt     |
| Isabella Rossellini | Susanna Bonasewicz | Ruth Kraditor    |
| Moni Moshonov       | Kaspar Eichel      | Reuben Kraditor  |
| Bob Ari             | Reinhard Kuhnert   | Michael Cohen    |
| Julie Budd          | Liane Rudolph      | Carol Cohen      |
| Shiran Nicholson    | Viktor Neumann     | DJ Juice         |
| David Cale          | Uwe Büschken       | Juwelier         |
| Doug Wright         | Frank-Otto Schenk  | Oberkellner      |
| Samantha Ivers      | Julia Ziffer       | Stephanie        |
| Benny Hill          | Michael Pan        | Benny Hill       |

## Rezeption
Andreas Borcholte schrieb in der Zeitschrift Der Spiegel vom 20. Mai 2008, der Film sei „lustvoll mit allerlei Hommagen an Kino-Klassiker wie Lubitsch und Hitchcock ausgestattet“. Paltrow und Phoenix würden „beherzt“ spielen sowie „den Schwächen und Beschädigungen ihrer Charaktere so viel Glaubwürdigkeit“ verleihen, dass der Film sehenswert bleibe. Vinessa Shaw sei die „wahre Entdeckung“.
Hanns-Georg Rodek schrieb in der Tageszeitung Die Welt vom 20. Mai 2008, der von Phoenix gespielte Charakter sei so schwach, dass er „nicht einmal die Bezeichnung Antiheld“ verdiene. Paltrow heule zu viel. Der Zuschauer wünsche sich am Ende, der von dem Charakter von Phoenix zum Anfang unternommene Selbstmordversuch „wäre gelungen“.
Silke Roesler schrieb am 21. Oktober 2010 auf Critic.de, dass „der New Yorker Filmemacher mit präzisem Blick das Werben, die Balz umeinander in entsprechenden Räumlichkeiten“ inszeniere. Dabei dienen diese „Gray niemals nur als Kulisse für die Handlung, sondern prägen sich förmlich in jene ein, bedingen sie und treiben sie voran.“
Das Lexikon des internationalen Films beurteilt den Film als „melancholisch-schwermütiges, in düsterem Noir-Stil inszeniertes Liebesdrama um eine Dreierbeziehung, das trotz hoher Ambitionen und Anflügen von sarkastischem Humor zu viele Längen aufweist, um nachhaltig zu fesseln.“

## Auszeichnungen
Im Jahr 2008 konkurrierte Grays Film bei den 61. Filmfestspielen von Cannes um die Goldene Palme, blieb aber unprämiert.
Das National Board of Review zeichnete den Film 2009 in der Kategorie Top Independent Films aus. Joaquín Phoenix wurde 2011 bei den Sant Jordi Awards als bester ausländischer Schauspieler ausgezeichnet.